# Lac Malfait
Lac Malfait är en sjö i Kanada.   Den ligger i regionen Saguenay–Lac-Saint-Jean och provinsen Québec, i den östra delen av landet, 500 km nordost om huvudstaden Ottawa. Lac Malfait ligger 240 meter över havet. Arean är 2,4 kvadratkilometer. Den sträcker sig 2,8 kilometer i nord-sydlig riktning, och 2,5 kilometer i öst-västlig riktning.
I omgivningarna runt Lac Malfait växer i huvudsak blandskog. Trakten runt Lac Malfait är nära nog obefolkad, med mindre än två invånare per kvadratkilometer.